# Mroni Rouaka
Mroni Rouaka ou rivière Rouaka est une rivière de Mayotte, qui conflue en rive gauche du petit fleuve côtier Mro oua Coconi, qui se jette dans le canal de Mozambique.

## Géographie
La rivière Rouaka traverse la seule commune d'Ouangani, prend source au sud-ouest de Boungoubé (430 m), et au nord de Tchaourembo (581 m), à 507 m d'altitude.
Il coule globalement du sud vers le nord.
La rivière Rouaka rejoint en rive gauche le petit fleuve côtier Mro oua Coconi, à 9 m d'altitude, pour se jeter dans la baie de Chiconi dans l'océan Indien côté canal du Mozambique.